# Худояр-хан
Худояр-хан (узб. Xudoyorxon; 1829–1886) — 15-й хан Кокандського ханства в 1844—1875 роках (з перервами).

## Життєпис
Походив з династії Мінгів. Син Шералі-хана, володаря Кокандського ханства, та Джарким-оїм. Народився 1829 року в Таласі. У 1844 році його батька було повалено й страчено. Худояр в цей час перебував у Намангані. Невдовзі Мусулман-Кулі, вождь кипчаків, рушив з Оша на Коканд. Перед тим Ходояр одружився з донькою останнього. Війська кипчаків повалили Мурад-хана, поставивши на кокандський трон Худояра.
Протягом 8 років фактична влада належала Мусулман-Кулі, що отримав посаду мінгбаши (регента). Лише у 1848 році за підтримки іншого вождя кипчаків Мухаммед-Яра-дадхаха, вдалося відсторонити Мусулман-Кулі від влади, але вже 1849 року під тиском останнього Худояр-хан призначив його спочатку хакімом Андижану, а потім повернув посаду мінгбаши.
1853 року Худояр-хан влаштував повстання проти кипчаків, внаслідок чого Мусулман-Кулі було вбито, також низку знатких кипчаків. За деякими відомостями протягом 3 місяців було вбито близько 20 тис. кипчаків. В результаті Худояр зосередив в своїх руках усю владу, став спиратися на сартів.
У 1858 році почалося повстання кипчаків та казахів в Ташкенті. Намісник Мірза Ахмед не зміг з ним впоратися. Тоді Худояр-хан відправив проти повсталих свого брата Малла-бека, але той також виступив проти хана, очоливши повстання. На бік Малла-бека перейшло декілька військовиків. В результаті Худояр-хана було повалено, а Малла став новим ханом Коканду. Худояр утік до Бухари.
У 1862 році Малла-хана було вбито, а новим правителем оголошено Шахмурад-хана. Втім духовенство і знать сартів звернулася до Худояра з закликом посісти трон. Він рушив до Ташкента, де Канаат, місцевий хакім, перейшов на його бік. Тут опинився в облозі військ на чолі з Шахмурад-ханом. Водночас бухарський емір Музаффар рушив на Коканд. Зрештою Худояр здобув перемогу, знову посівши трон, Шахмурада було схоплено й незабаром страчено.
У 1863 році вождь кипчаків Алім-Кул-Амір-лашкар повстав в Оші проти Худояр-хана. Цього разу допомогу повсталим надав бухарський емір Музаффар. Худояр-хан не мав змоги протидіяти й знову втратив трон. Владу отримав Султан Сеїд-хан. Худояр вдруге втік до Бухари.
У 1865 році почалася війна Російської імперії проти Кокандського ханства. Того ж року в битві за Ташкент загинув Алім-Кулі, фактичний правитель ханства. Водночас було повалено Султан Меїд-хана й оголошено ханом Худаякул-бея. Втім через півтори тижня владу переходив Султан Сеїд-хан. В цей час продовжувався наступ російських військ, які 1866 року зайняли Худжанд. Зрештою Худояр-хан повалив Султан Сеїд-хана. Натомість вимушений був визнати зверхність Росії, підписавши 1868 року відповідну угоду.
Намагався збільшення податків відновити скарбницю та посилити військо. Водночас посилив репресії проти кочової знаті. 1870 року було викрито змову з метою повалення Худояр-хана. У 1873 році почалося потужне повстання кипчаків і киргизів. Ним намагалися скористатися претенденти на трон — Назар-бек, Абудлкарім-бек, але тих швидко перемогли. Проте Худояр-хану не вдалося приборкати повстання кочовників й в 1875 році мусив тікати з Коканду. Новим ханом став його син Насриддін.
Худояр спочатку втік до Ташкента, під захист російської залоги. Він сподівався за допомогою росіян повернути свою владу. Але його відправили до Оренбурга. 1876 року дістав дозвіл здійснити хадж до Мекки. Звідси, коли захворів, опинився в Мадрасі. Повертався через Афганістан, але 1886 року помер поблизу Герату. Поховано в селищі Карух.